# Švicarska nogometna reprezentanca
Švicarska nogometna reprezentanca zastopa Švico na mednarodnih reprezentančnih nogometnih tekmovanjih. Deluje pod Švicarsko nogometno zvezo, prvo tekmo je odigrala leta 1905. Na svetovnih prvenstvih je najboljše uvrstitve dosegla v letih 1934, 1938 in 1954 z uvrstitvijo v četrtfinale. 